# Karin Franz Körlof
Karin Franz Körlof, née Fransén Körlof le 18 avril 1986 à Ytterby (sv) (partie de Kungälv), dans le Bohuslän (Suède), est une actrice, dramaturge et réalisatrice suédoise.

## Biographie
Karin Körlof est fille d'Anders Körlof et d'Anica Fransén et petite-fille de l'avocat Voldmar Körlof (sv). Elle grandit dans la région d'Ytterby à Kungälv et entre en contact avec le métier d'acteur à l'âge de 14 ans où elle a l'un des rôles principaux dans le film anti-drogue Brandstegen.
En 2002-2005, elle rejoint la ligne de production théâtrale et cinématographique au gymnase de Ale. Elle poursuit ensuite une formation de base (HNC) en avec en art dramatique et en théâtre au Dundee and Angus College, The Space, en Écosse de 2005 à 2007, où elle joue entre autres dans des classiques tels que Comme il vous plaira (Rosalind) de Shakespeare et L'Importance d'être Constant d'Oscar Wilde (Lady Bracknell). Elle apparait également dans le court métrage Slutet de Patrick Bullet, tourné à Göteborg. En 2009-2010, elle étudie les sciences du théâtre à l'université de Stockholm, puis suit une formation d'acteur à l'Académie des arts dramatiques de Stockholm (Stockholms Dramatiska Högskola) en 2012-2015.  

## Filmographie partielle

### Au cinéma
- 2011 : The Crown Jewels ([Les Joyaux de la couronne]) : la fille près de l'église
- 2013 : Nobody Owns Me ([Personne ne me possède]) : Maja (à 20 ans)
- 2016 : A Serious Game ([Un jeu sérieux]) : Lydia Stille[3]
- 2017 : The Wife : Linnea

### À la télévision
- 2013 : Wallander : Enquêtes criminelle : Alexia (1 épisode)
- 2014-2015 : Blå ögon : Sofia Nilsson (10 épisodes)
- 2017 : Vår tid är nu : Lilly (10 épisodes)
- 2018 : Greyzone : Linda Laaksonen (7 épisodes)

## Récompenses et distinctions
- (en) Karin Franz Körlof: Awards, sur l'Internet Movie Database
- Festival International du Film de Berlin : EFP Shooting Star (2017)